# 弗赖堡学派
弗赖堡学派（德語：Freiburger Schule）是一个德国经济思想学派，源自1930年代的弗赖堡大学。
该学派在一定程度上建立在早期的經濟歷史學派之上，但强调只有某些形式的竞争是好的，而其他形式可能需要监督。这是政府在弗赖堡学派民主中的合法和正当角色。该学派提供了战后德国秩序自由主义和社会市场经济的经济理论要素。
在英美学者挪用这个词之前，弗赖堡经济学派被称为“新自由主义”。